# Pseudosphex polybioides
Pseudosphex polybioides är en fjärilsart som beskrevs av Hermann Burmeister 1878. Pseudosphex polybioides ingår i släktet Pseudosphex och familjen björnspinnare. Inga underarter finns listade.